# Marketing mobil
Marketingul mobil denumit și m-commerce, este o tehnică de marketing multicanal online pentru dispozitive mobile cum ar fi smartphone, smartwatch, tablete, laptop, prin intermediul rețelelor fără fir Wi-Fi, bluetooth. Marketingul pe mobil este concentrat pe atingerea unui anumit segment de public și poate oferi clienților informații personalizate în timp real care promovează bunuri, servicii și idei de comercializare.
Activitatea de marketing mobil este reprezentată prin Mobile Marketing Association (MMA), o asociație globală cu 800 de membri care promovează acest mod de publicitate și marketing.
În urma forumului organizat de MMA pe 17 noiembrie 2009 la Los Angeles, definiția marketing mobil a fost reactualizată astfel: „Mobile Marketing reprezintă un set de practici care permit organizațiilor să comunice și să angreneze audiența printr-o metodă interactivă și relevantă cu ajutorul oricărui terminal mobil sau a unei rețele”.
Marketingul mobil s-a dezvoltat din anii 2000, când operatorii de telefonie mobilă au implementat rețele de interoperabilitate în întreaga lume și telefoanele mobile au fost conectate la internet. Primele utilizări ale marketingului mobil au fost anterior limitate la utilizarea simplă a SMS-urilor. 
În anul 2016, dispozitivele mobile au generat vânzări în valoare de 60 de miliarde de dolari,
cele mai recente predicții indică faptul că 60% din publicitatea online în 2018 va fi dedicată dispozitivelor mobile

## Utilizări
Marketingul mobil poate fi utilizat în diverse domenii:
- Divertisment: divertismentul în mass-media a jucat un rol primordial în aplicațiile pe internet și este probabil cea mai populară utilizare prin numeroase aplicații: jocuri video (bannere pop-up), imagini (anunțuri bazate pe imagini) sau videoclipuri, muzică, jocuri de noroc, pariuri sportive, descărcări de fișiere etc.
- Sănătate: prin utilizarea tehnologiei de marketing mobil, medicii și asistentele medicale pot accesa și actualiza imediat dosarele medicale ale pacienților. Acest lucru îmbunătățește eficiența și productivitatea, reduce costurile administrative, crește calitatea serviciilor.
- Trafic: determină poziția șoferului, a vehiculului, oferă instrucțiuni, informații despre trafic, ghid.
- Călătorii și bilete: oferte pentru cel mai apropiat hotel, bilete online.
- Urmărirea stocului, a expedierilor și a inventarului: marketingul mobil permite unei firme să țină evidența transporturilor, pentru a face livrări eficiente, îmbunătățind astfel satisfacția consumatorilor.
- Comerț, pentru tranzacții și plăți: Utilizatorii își pot verifica conturile bancare, efectua transferuri fără a se deplasa la bancă, pot plăti facturi, amenzi etc.

## Metode
Mesajele de marketing transmise prin conexiunile fără fir pot fi clasificate în funcție de modalitățile tehnice prin care acestea sunt trimise. Există mai multe metode de purtare a mesajului de marketing mobil:
- SMS: această metodă de comunicare reprezintă prima metodă de comunicare care a fost folosită în mobile marketing. SMS-ul poate fi trimis în masa cu costuri reduse iar țintirea poate fi făcuta în funcție de o multitudine de date demografice deținute de rețelele de telefonie mobila. Tehnologia actuală permite utilizatorilor să aibă un răspuns rapid la mesajul de marketing.
- MMS: a apărut ca o îmbunătățire a serviciului de SMS, ce permite expedierea de mesaje care să conțină atât caractere alfanumerice, cât și fișiere imagini și audio/video.
- EMS: este o tehnologie intermediară, între SMS și MMS, cu care se poate trimite și primi mesaje care au formatare text specială (cum ar fi caractere aldine sau italice), animații, imagini, pictograme, efecte sonore și tonuri de apel speciale.
- E-mail: E-mail reprezintă una dintre cele mai populare metode de comunicare; permite comunicarea prin text, imagini, clipuri video și orice alt tip de fișier atașat.
- Aplicații mobile: aceste aplicații instalate pe dispozitiv, oferă posibilitatea utilizatorilor de a obține serviciile dorite mai eficient deoarece programele sunt proiectate exact pentru obiectivele pe care trebuie să le atingă.
- site-uri web: mesajul de marketing este transmis sub formă de text sau banner publicitar pe terminale mobile.
- Rețele de socializare: firmele utilizează site-uri de rețele de socializare în comunicarea cu clienții pentru creșterea audienței propriilor pagini web, împreună cu informații despre produsele și serviciile sale. Unele dintre cele mai populare rețele de socializare sunt Facebook, Flickr, LinkedIn, Instagram, Pinterest, Twitter, YouTube, Google+. [3]